# Municipio de Dabney
Dabney Township es una subdivisión territorial del condado de Vance, Carolina del Norte, Estados Unidos. Según el censo de 2020, tiene una población de 2871 habitantes.
Es una subdivisión exclusivamente territorial, por cuanto el estado de Carolina del Norte no utiliza la herramienta de los townships como municipios.

## Geografía
La subdivisión está ubicada en las coordenadas 36°20′50″N 78°28′45″O / 36.34722, -78.47917 (36.347313, -78.479208).